# 綾部正史
綾部 正史（あやべ まさし、1975年1月21日 - ）は、日本のラグビー指導者。現在大阪桐蔭高校ラグビー部監督を務めている。

## プロフィール
- 大阪府八尾市出身。
- 現役時代のポジションはセンター(CTB)。

## 略歴
中学からラグビーを始めた。
大阪桐蔭高校卒業後、大阪体育大学を経て、大阪桐蔭高校のラグビー部コーチに就任。2005年、監督に就任。
2019年、監督として花園初優勝を経験。